# Dreamtime (album, Tom Verlaine)
Dreamtime je druhé sólové studiové album amerického hudebníka Toma Verlaina. Vydalo jej v červenci roku 1981 hudební vydavatelství Warner Bros. Records a jeho producentem byl společně s Verlainem Robert Clifford. Podíleli se na něm například bubeník Jay Dee Daugherty a klávesista Bruce Brody ze skupiny Patti Smith Group, bubeník Rich Teeter z The Dictators nebo baskytarista Fred Smith, který s Verlainem hrál také ve skupině Television. V hitparádě popových alb časopisu Billboard se deska umístila na 177. příčce.

## Seznam skladeb
Autorem všech skladeb je Tom Verlaine.
| Pořadí | Název             | Délka |
| ------ | ----------------- | ----- |
| 1.     | There's a Reason  | 3:39  |
| 2.     | Penetration       | 4:01  |
| 3.     | Always            | 3:58  |
| 4.     | The Blue Robe     | 3:54  |
| 5.     | Without a Word    | 3:17  |
| 6.     | Mr Blur           | 3:24  |
| 7.     | Fragile           | 3:27  |
| 8.     | A Future in Noise | 4:13  |
| 9.     | Down on the Farm  | 4:49  |
| 10.    | Mary Marie        | 3:25  |

| Bonusy na reedici na CD (1994) | Bonusy na reedici na CD (1994)     | Bonusy na reedici na CD (1994) |
| Pořadí                         | Název                              | Délka                          |
| ------------------------------ | ---------------------------------- | ------------------------------ |
| 11.                            | The Blue Robe (alternativní verze) | 4:17                           |
| 12.                            | Always (alternativní verze)        | 4:09                           |

## Obsazení
- Tom Verlaine – zpěv, kytara, baskytara
- Ritchie Fliegler – kytara
- Fred Smith – baskytara
- Donald Nossov – baskytara
- Jay Dee Daugherty – bicí
- Rich Teeter – bicí
- Bruce Brody – klávesy